# Aroa Moreno Durán
Aroa Moreno Durán (Madrid, 1981) è una giornalista e scrittrice spagnola.

## Biografia
Aroa Moreno Durán studia giornalismo all'Università Complutense di Madrid.
Il suo primo romanzo La hija del comunista (Caballo de Troya, 2017) ha vinto il premio Ojo Crítico nel 2017.
Nel 2022 il suo secondo romanzo, La bajamar (Random House) ha ricevuto il premio Grand Continent ed è stato tradotto in italiano, polacco e tedesco. Una traduzione francese è prevista per il 2024.
Secondo la giuria del premio Grand Continent, La bajamar « mette in scena, attraverso diverse generazioni di donne, la questione della trasmissione della memoria, dei non detti che trasportano le cicatrici del passato. La guerra civile spagnola, in maniera esplicita o meno, tormenta la memoria di queste donne. E il suo spettro è ben presente nell’Europa di oggi. Questo romanzo infine tocca la questione del rapporto con la lingua, con la lingua basca in particolare.

## Opere letterarie

### Poesie
- Veinte años sin lápices nuevos, Alumbre, 2009, ISBN 978-84-96583-98-6.
- Jet lag, Baile del Sol, 2016, ISBN 978-84-16794-10-2

### Biografie
- Frida Kahlo. Viva la vida, Difusión Centro de Publicación y Publicaciones de idiomas, 2011, ISBN 978-84-8443-736-9.
- Lorca. La valente allegria, 2012, ISBN 978-84-84437-37-6.

### Romanzi
- La hija del communista, Caballo de Troya, 2017, ISBN 978-84-15451-80-8.
- La bajamar, Literatura Random House, 2022.